# Moment de London
Le moment de London est un phénomène de mécanique quantique par lequel un supraconducteur en rotation engendre un champ magnétique dont l'axe s'aligne exactement avec l'axe de spin. Le terme peut aussi faire référence au moment magnétique d'une rotation quelconque d'un supraconducteur quelconque, causé par le retard des électrons lors de la rotation de l'objet.

## Étymologie
Cette désignation, en l'honneur du physicien (allemand) Fritz London, appelle la notion de moment, telle celle du moment magnétique.